# Rebel Extravaganza
Rebel Extravaganza é o quarto álbum da banda norueguesa de black metal Satyricon, lançado em 1999. O álbum foi relançado em 2006 pela Nuclear Blast como uma edição deluxe, com as faixas do Intermezzo II como faixas bônus. Em 2020, a revista Metal Hammer o elegeu como um dos 20 melhores álbuns de metal de 1999.

## Faixas
| N.º            | Título                   | Duração |  |
| 1.             | "Tied in Bronze Chains"  | 10:56   |  |
| 2.             | "Filthgrinder"           | 6:39    |  |
| 3.             | "Rhapsody in Filth"      | 1:38    |  |
| 4.             | "Havoc Vulture"          | 6:45    |  |
| 5.             | "Prime Evil Renaissance" | 6:13    |  |
| 6.             | "Supersonic Journey"     | 7:49    |  |
| 7.             | "End of Journey"         | 2:18    |  |
| 8.             | "A Moment of Clarity"    | 6:40    |  |
| 9.             | "Down South, Up North"   | 1:13    |  |
| 10.            | "The Scorn Torrent"      | 10:23   |  |
| Duração total: | Duração total:           | 60:34   |  |

## Créditos
Satyricon
- Satyr – voz, guitarra, baixo, teclado
- Frost – bateria

Outros músicos
- Bjorne Boge – baixo fretless em "The Scorn Torrent"
- Bratland – sintetizador em "Supersonic Journey"
- Lasse Hofreager – órgão hammond em "Havoc Vulture"
- S. W. Krupp – guitarra em "A Moment of Clarity", "Filghgrinder" e "The Scorn Torrent"
- Anders Odden – guitarra em "Tied in Bronze Chains", "Prime Evil Renaissance" e "Supersonic Journey"
- Gylve Nagell (Fenriz, do Darkthrone) – percussão em "Prime Evil Renaissance" e "Havoc Vulture"